# كينيتشيرو هيراتا
كينيتشيرو هيراتا (باليابانية: 平田 拳一朗) (مواليد 12 يونيو 1991)، هو لاعب كرة قدم ياباني سابق كان يلعب كلاعب وسط.

## وصلات خارجية
- كينيتشيرو هيراتا على موقع رابطة كرة القدم اليابانية للمحترفين (اليابانية)
- كينيتشيرو هيراتا على موقع Soccerway.com (الإنجليزية)
- كينيتشيرو هيراتا على موقع عالم كرة القدم.نت (الإنجليزية)